# Lübecker Bucht

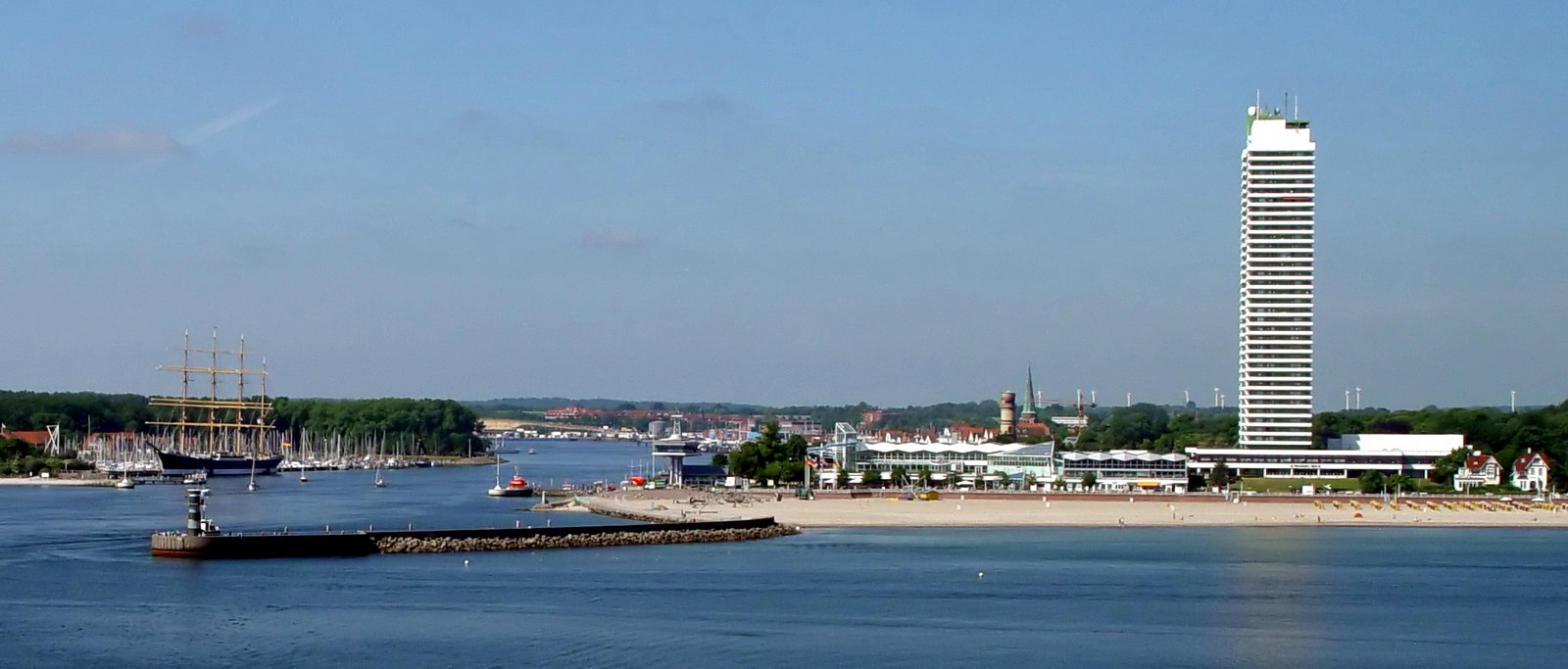
Travemünde (2005)

Die Lübecker Bucht ist eine Meeresbucht der Ostsee, die vollständig zu Deutschland gehört. Als Teil der Mecklenburger Bucht bildet sie die „südwestliche Ecke“ der Ostsee. Sie wird nach Nordosten durch eine Linie vom „Dahmeshöved“ bei Kellenhusen zum „Großklützhöved“ bei Boltenhagen begrenzt.

## Geographie

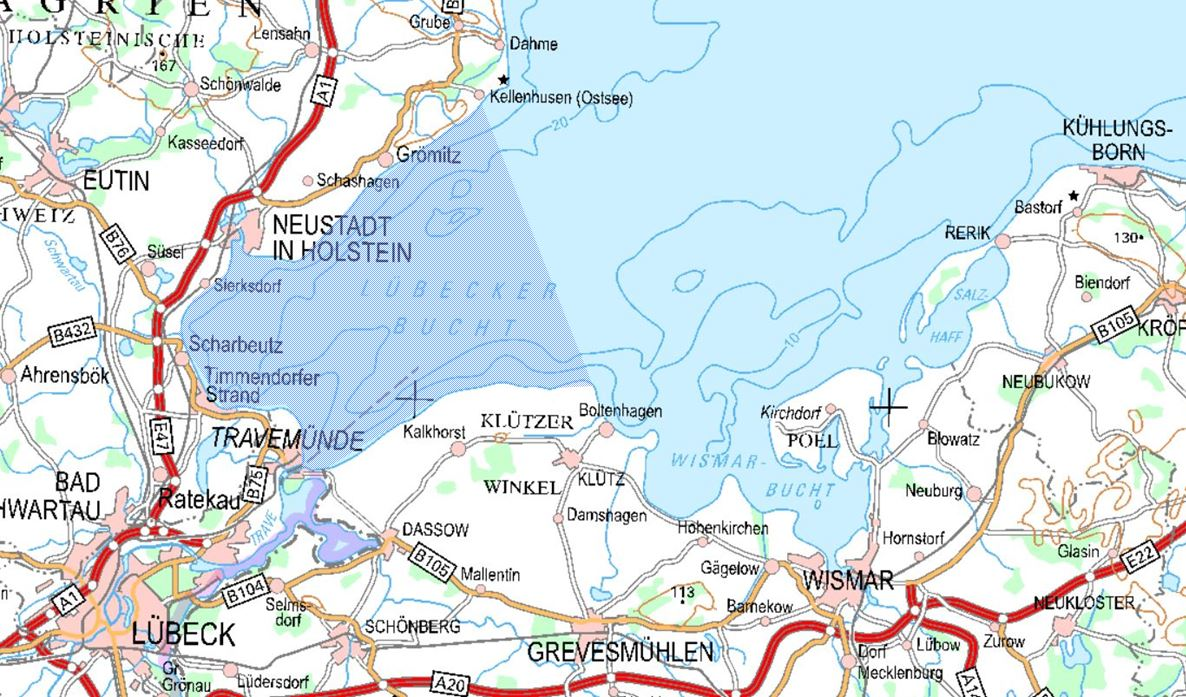
Lübecker Bucht

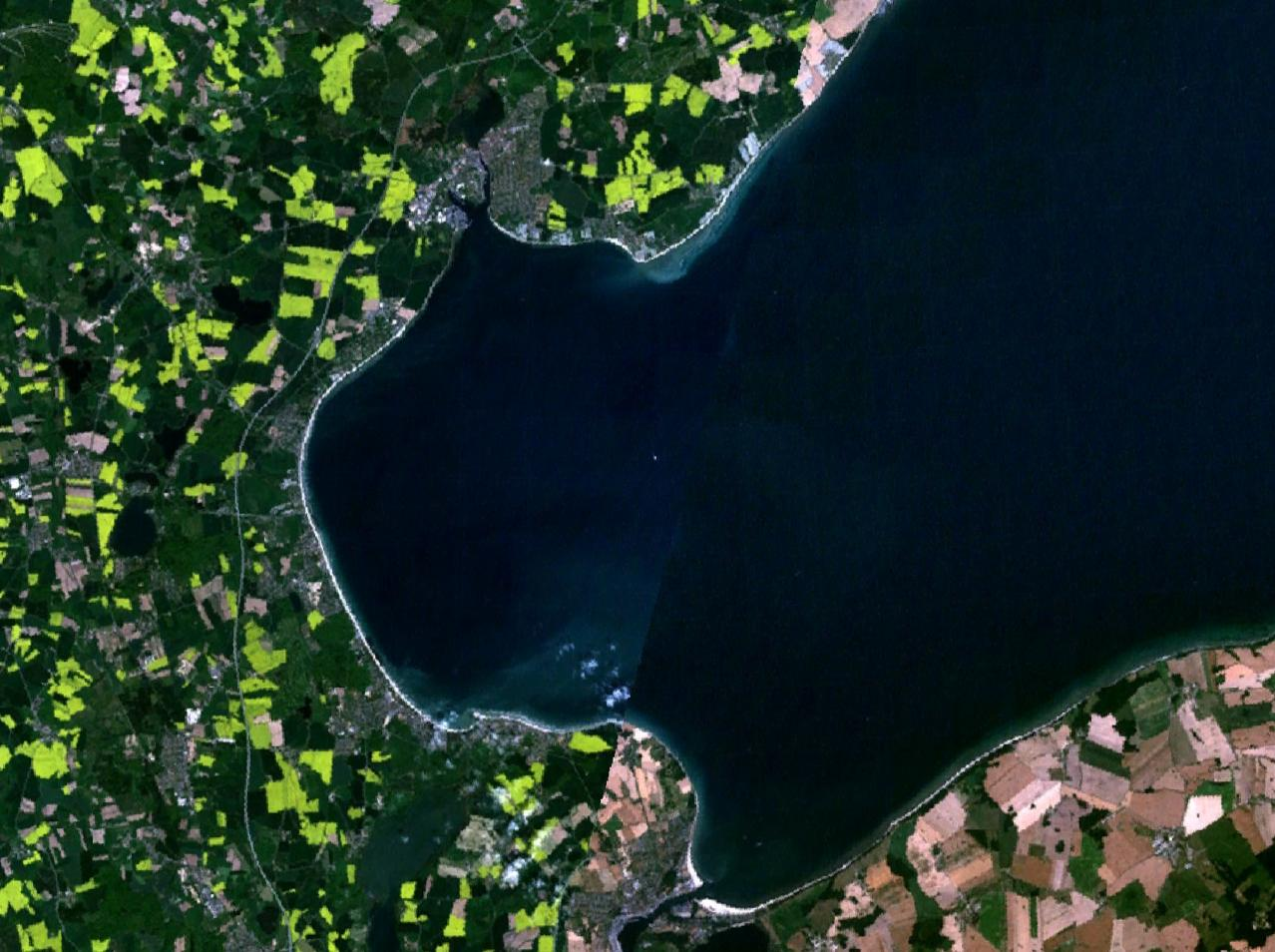
Satellitenfoto der NASA

An der südwestlichen Spitze der Lübecker Bucht mündet in Lübeck-Travemünde die Trave. Nach Osten wird die Bucht begrenzt durch den Klützer Winkel. Angrenzende Bundesländer sind Schleswig-Holstein und Mecklenburg-Vorpommern. In der Bucht, etwa vor Grömitz, liegt die Untiefe Walkyriengrund.
Die Berufsschifffahrt benutzt in der Lübecker Bucht hauptsächlich den Lübeck-Gedser-Weg zur Kadetrinne in Richtung östliche Ostsee.

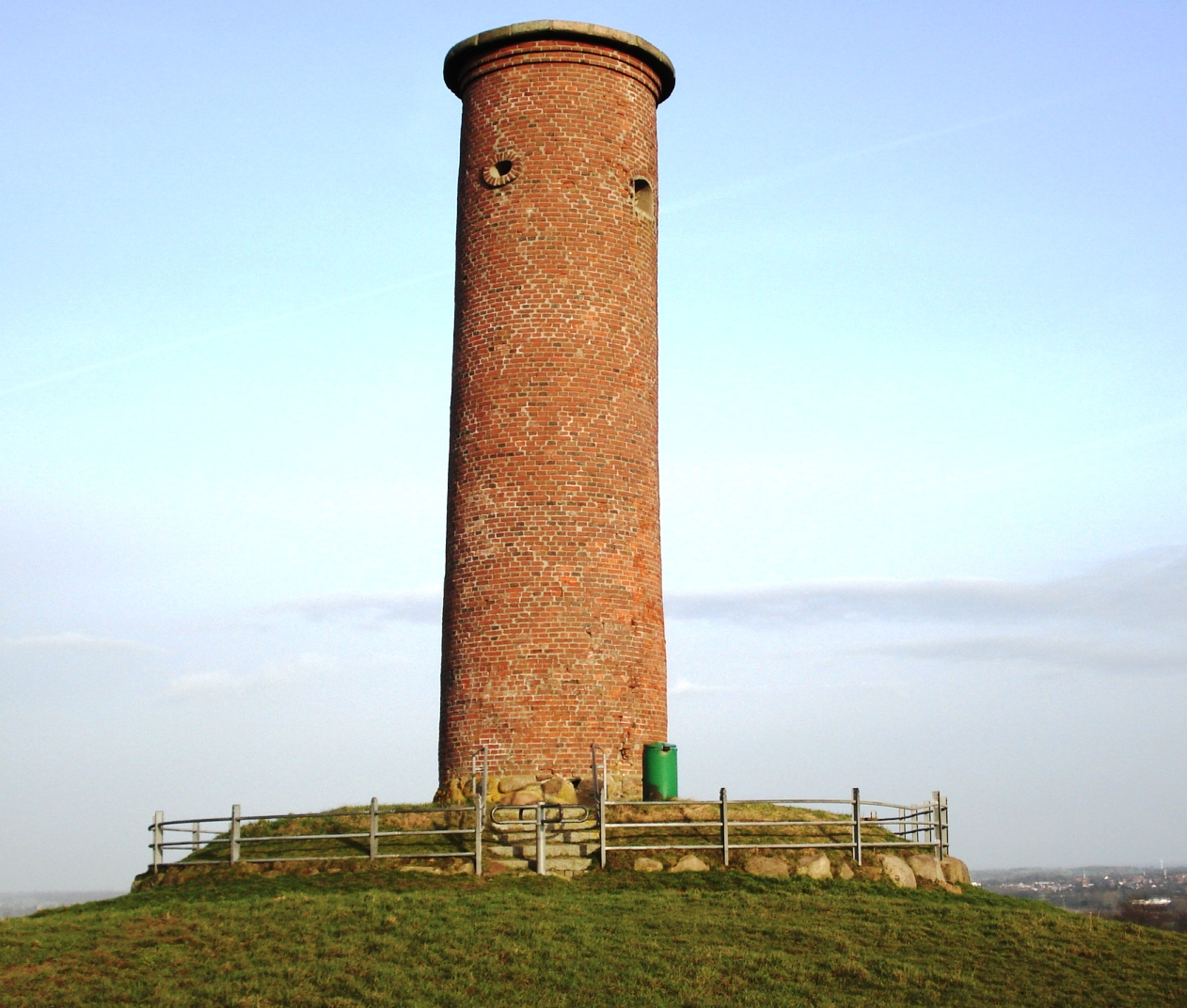
Historisches See- und Grenzzeichen: der Gömnitzer Turm

Die Hoheitsrechte an der Trave und der Lübecker Bucht waren zwischen Lübeck und Mecklenburg-Schwerin (sowie Mecklenburg-Strelitz) seit dem Barbarossa-Privileg (1188) streitig. Für den Uferverlauf der Trave wurde der Streit am 21. Juni 1890 vom Reichsgericht entschieden. Die Fischereigrenzen und Hoheitsrechte Lübecks im Bereich der Travemünder Reede blieben bis zur Entscheidung des Staatsgerichtshofs für das Deutsche Reich vom 7. Juli 1928 (Lübecker-Bucht-Fall) zwischen beiden Ländern streitig. Das Reichsgericht folgte in dieser Entscheidung ein weiteres Mal den Lübecker Argumenten, die von dem Historiker Fritz Rörig vertreten wurden. Die äußere Grenze der Reede bildet danach eine gedachte Linie von der Mündung der Harkenbäk bei Harkensee zum Turm auf dem Gömnitzer Berg. Zur Niendorfer Bucht endet die Reede bei einer im rechten Winkel von dieser seewärtigen Grenze auf einen landseitigen Grenzpfahl am Brodtener Ufer zulaufenden Linie.

## Hafen- und Badeorte an der Lübecker Bucht

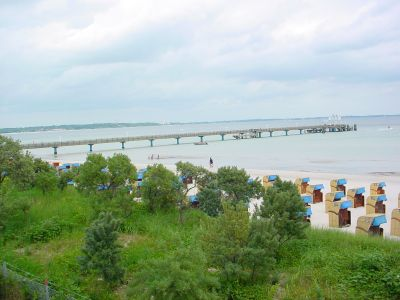
Seebrücke von Scharbeutz

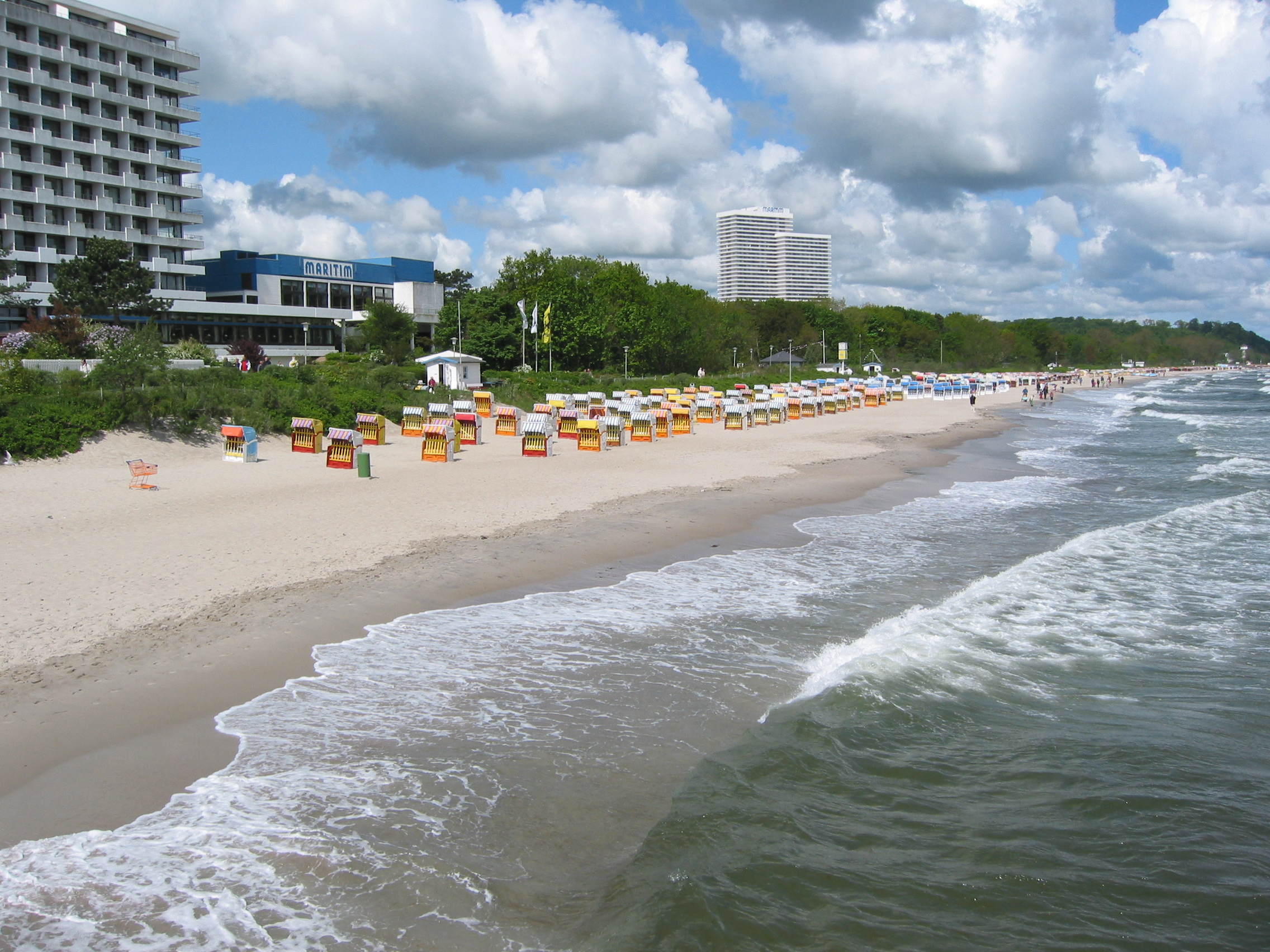
Timmendorfer Strand

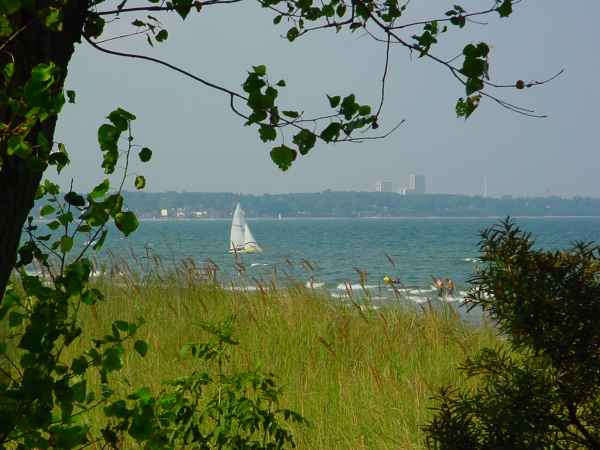
Sierksdorf, von Scharbeutz aus über die Neustädter Bucht gesehen

Als Teil der Lübecker Bucht liegt im westlichen Bereich die Neustädter Bucht, die mit der Hafenstadt Neustadt in Holstein sowie den Seebädern Pelzerhaken, Sierksdorf, Haffkrug, Scharbeutz, Timmendorfer Strand und Niendorf neben Lübeck-Travemünde eine große Bedeutung für den Fremdenverkehr in Deutschland besitzt. Auf der Lübecker Bucht findet alljährlich Ende Juli mit den Segelregatten der Travemünder Woche die zweitgrößte Segelsport-Veranstaltung der Welt statt. Sportboothäfen befinden sich in Travemünde, Niendorf, Neustadt und Grömitz.
Die Badeorte sind gut mit Fahrradwegen erschlossen, z. B. mit dem Ostseeküsten-Radweg, der als EuroVelo-Route um die Ostsee führt.

## Leuchttürme an der Lübecker Bucht
- Leuchtturm Travemünde
- Leuchtturm Pelzerhaken
- Leuchtturm Dahmeshöved

## Schiffsuntergänge in der Lübecker Bucht
- Am 21. Juli 1850 sank das schleswig-holsteinische Kanonenboot Von der Tann in der Neustädter Bucht.
- Am 20. November 1936 ging das U-Boot U 18 in der Lübecker Bucht nach einer Kollision mit dem deutschen Torpedoboot T 156 unter.
- Die schlimmste Katastrophe in der Lübecker Bucht ereignete sich am 3. Mai 1945: Die Versenkung der Cap Arcona, der Thielbek und der Deutschland bei einem Fliegerangriff in der Neustädter Bucht war eine der größten Katastrophen der Seefahrt.

## Hochwasser
In der Ostsee spielen die Gezeiten eine sehr geringe Rolle – der Tidenhub in der Lübecker Bucht liegt bei etwa 30 Zentimetern. Allerdings können im Bereich der Lübecker Bucht Stürme insbesondere aus östlicher Richtung zu Hochwasserständen führen. Größtes Hochwasser war das Ostseesturmhochwasser 1872.

## Militärische Altlasten
Jens Sternheim, bis 2019 Leiter des Expertenkreises Munition im Meer, vermutet, dass in der Lübecker Bucht noch rund 50.000 Tonnen Kriegsschrott liegen. Ein von der Bundesregierung finanziertes Pilotprojekt zur Bergung von zunächst 50 Tonnen Altmunition startete im Juli 2024.

## Sonstiges
- Der Hemmelsdorfer See zwischen Travemünde und Timmendorfer Strand ist eine von der Lübecker Bucht abgetrennte alte Förde.

## Belege
1. ↑   Karte des Landesamtes für Vermessung und Geoinformation Schleswig-Holstein
2. ↑  RG ZVLGA 6 (1891), S. 243–326.
3. ↑  Radfahren in Lübeck und Umgebung. Abgerufen am 9. Mai 2017.
4. ↑  Ostseeküsten-Radweg – Ostsee Schleswig Holstein. Abgerufen am 9. Mai 2017.
5. ↑  translator2: EuroVelo 10 – EuroVelo. Abgerufen am 9. Mai 2017.
6. ↑  Andreas Beerlage: Explosive Altlasten, in: Stern Nr. 7, 11. Februar 2021, S. 72–77, hier 75.
7. ↑  Bergung der Munition aus der Ostsee startet im Juli. Abgerufen am 28. September 2024.

Koordinaten: 54° 2′ 0″ N, 10° 55′ 0″ O